# Nesoryzomys
Nesoryzomys (Heller, 1904) è un genere di roditori della famiglia dei Cricetidi.

## Descrizione

### Dimensioni
Al genere Nesoryzomys appartengono roditori di piccole e medie dimensioni, con lunghezza della testa e del corpo tra 100 e 200 mm, la lunghezza della coda tra 77 e 163 mm e un peso fino a 181 g.

### Caratteristiche craniche e dentarie
Il cranio è allungato e presenta un rostro molto lungo e sottile, le ossa nasali brevi e i fori palatali allungati. I molari hanno la corona bassa e una struttura delle cuspidi semplificata.
Sono caratterizzati dalla seguente formula dentaria:

### Aspetto
La pelliccia è di media lunghezza, le parti dorsali variano dal brunastro al nerastro, mentre quelle ventrali sono solitamente più chiare. Le orecchie sono relativamente corte e densamente ricoperte di peli. Le vibrisse sono lunghe. Alla base di ogni artiglio è presente un ciuffo di peli. Le piante sono prive di peli e provviste di sei cuscinetti carnosi. La coda è più corta della testa e del corpo, è ricoperta di peli che rendono invisibili le scaglie sottostanti. Le femmine hanno quattro paia di mammelle. Sono privi di cistifellea.

## Distribuzione
Il genere è endemico delle Isole Galapagos.

## Tassonomia
Il genere comprende 5 specie:
- Nesoryzomys darwini †
- Nesoryzomys fernandinae
- Nesoryzomys indefessus †
- Nesoryzomys narboroughi
- Nesoryzomys swarthi